# Maria Luiza Ribeiro Viotti
Maria Luiza Ribeiro Viotti OMM (Belo Horizonte, 27 de março de 1954) é uma professora, diplomata e economista brasileira. Foi a representante permanente do Brasil junto a Organização das Nações Unidas, de 2007 a 2013 e embaixadora do Brasil na Alemanha, de 2013 a 2016. Foi chefe de Gabinete do Secretário-geral das Nações Unidas, António Guterres, durante o seu primeiro mandato, de 2017 a 2021.
Em 17 de maio de 2023, foi aprovada em sessão plenária do Senado Federal como a primeira mulher a ocupar o cargo de embaixadora do Brasil nos Estados Unidos.

## Formação acadêmica
Ingressou na carreira diplomática em 1976, no cargo de Terceira Secretária, após ter concluído o Curso de Preparação à Carreira de Diplomata do Instituto Rio Branco (IRBr). Em 1978, graduou-se em economia pela Associação de Ensino Unificado de Brasília, tendo recebido o grau de Mestre em Economia pela Universidade de Brasília (UnB), em 1981. Foi professora de História das Ideias Políticas no Instituto Rio Branco, em 1992. Em 1995, foi aprovada no Curso de Altos Estudos do Instituto Rio Banco, com a tese "O Gás nas Relações Brasil-Bolívia".  

## Carreira diplomática
Na carreira diplomática, foi promovida a Conselheira em 1990; a Ministra de Segunda Classe em 1997; e a Ministra de Primeira Classe em 2006.  
Ocupou diversas funções na Secretaria de Estado, tais como Coordenadora-Executiva do Gabinete do Ministro de Estado, em 1990; Professora de História das Ideias Políticas no Instituto Rio Branco, em 1992; Subchefe da Secretaria de Imprensa do Gabinete, em 1995; Chefe da Divisão da América Meridional I, em 1996; Diretora do Departamento de Direitos Humanos e Temas Sociais, em 1994; e Diretora do Departamento de Organismos Internacionais, em 1996.
No exterior, exerceu o cargo de conselheira na Embaixada do Brasil na Bolívia, em 1993; ministra-conselheira na Missão junto à Organização das Nações Unidas (ONU), em Nova Iorque, em 1999; embaixadora-Representante Permanente na ONU, de 2007 a 2013, tendo sido presidente do Conselho de Segurança, em fevereiro de 2011; e embaixadora do Brasil na Alemanha, de 2013 a 2016.
Em 2016, retornou ao Ministério das Relações Exteriores como Subsecretária-Geral da Ásia e do Pacífico. Em 2017, foi nomeada chefe de Gabinete do Secretário-Geral da ONU, António Guterres, onde permaneceu até o fim do primeiro mandato do secretário, em 2021.

## Condecorações
Em 1997, foi admitida pelo presidente Fernando Henrique Cardoso à Ordem do Mérito Militar no grau de Oficial especial.
Em 2000, foi agraciada com a Ordem de Rio Branco, no grau de Grande Oficial.